# Cladopelma curtivalva
Cladopelma curtivalva är en tvåvingeart som först beskrevs av Jean-Jacques Kieffer 1917.  Cladopelma curtivalva ingår i släktet Cladopelma och familjen fjädermyggor. Inga underarter finns listade i Catalogue of Life.